# 冯村乡 (运城市)
冯村乡，是中华人民共和国山西省运城市盐湖区下辖的一个乡镇级行政单位。

## 行政区划
冯村乡下辖以下地区：
冯村、杜村、新杜村、小张村、太方村、杨余村、东畔村、景家卓村、燕家卓村、北畔村、南畔村、顺郭村、新郭村、下郭村、郭店村、郭西庄村、东阳村、中阳村和西阳村。